# Cachoeiro Futebol Clube
El Cachoeiro Futebol Clube es un equipo de fútbol de Brasil que juega en el Campeonato Capixaba de Segunda División, la segunda categoría del estado de Espirito Santo.

## Historia
Fue fundado el 9 de enero de 1916 en la ciudad de Cachoeiro de Itapemirim del estado de Espirito Santo y es conocido por ser un club de élite al ser fundado por personas pertenecientes a la clase influyente de Itapemirim, además de ser uno de los equipos más tradicionales del estado y de los pocos con más de 100 años de existencia.
En 1948 gana el título del Campeonato Capixaba por primera vez al vencer en la final al Desportiva Ferroviária, con lo que es el primer equipo del interior del estado de Espirito Santo en ganar el título estatal tras haber perdido dos finales previas, la primera en 1930 donde perdió ante Rio Branco AC en la primera final en la que se enfrentaron un equipo del sur contra uno del centro, mientras que la de 1944 la perdieron con el Caxias EC.
Durante las décadas de los años 1950 y años 1960 fue el equipo que más títulos ganó en el estado de Espirito Santo, especialmente los torneos jugados en el sur del estado,llegando a la final estatal en 1950, pero que perdieron contra el Vitória FC.
En 2001 juega por primera vez en la Copa de Brasil luego de ganar la ronda clasificatoria, donde enfrentaron al Fluminense FC de Río de Janeiro, uno de los equipos grandes de Brasil, perdiendo de local el partido de ida 0-1, mientras que el juego de vuelta en Maracaná perdieron 1-2, con el consuelo de que iban ganado 1-0. En ese mismo año jugaron en el Campeonato Brasileño de Serie C por primera vez, donde fueron eliminados en la primera ronda tras haber ganado solo un partido.

## Palmarés
- Campeonato Capixaba: 1

1948
- Campeonato Capixaba de Segunda División: 1

2000
- Clasificación para la Copa de Brasil: 1

2001
- Campeonato Sulino: 7

1944, 1950, 1951, 1952, 1953, 1969, 1971
- Campeonato Sulino Aficionado: 2

1959, 1960